# Стрелициевые
Стрели́циевые (лат. Strelitziaceae) — семейство однодольных растений, входящее в порядок Имбирецветные. Включает три рода и семь видов. Семейство имеет разорваный ареал, охватывающий Мадагаскар, Южную Африку и зону тропических лесов бассейна Амазонки.

## Роды и виды
По информации базы данных The Plant List (на июль 2016) семейство включает 3 рода и 7 видов:
- Phenakospermum Endl. — Фенакоспермум. Монотипный род, растущий в тропических лесах Южной Америки.
  - Phenakospermum guianense (Rich.) Endl. ex Miq. — Фенакоспермум гайанский
- Ravenala Adans. — Равенала. Монотипный род с Мадагаскара.
  - Ravenala madagascariensis Sonn. — Равенала мадагаскарская
- Strelitzia Aiton typus — Стрелиция. Пять[3] видов, произрастающих в Южной Африке.
  - Strelitzia alba (L. f.) Skeels — Стрелиция белая
  - Strelitzia caudata R.A.Dyer — Стрелиция хвостатая
  - Strelitzia juncea Link — Стрелиция ситниковая
  - Strelitzia nicolai Regel & Körn. — Стрелиция Николая
  - Strelitzia reginae Aiton — Стрелиция королевская